# Sara (piosenka)
Sara – piosenka skomponowana przez Boba Dylana, nagrana przez niego w lipcu 1975 r., wydana na albumie Desire w styczniu 1976 r.

## Historia i charakter utworu
Utwór ten został nagrany w Studio E Columbia Recording Studios w Nowym Jorku 31 lipca 1975 r. Była to piąta sesja nagraniowa tego albumu, która rozpoczęła się o godz. 20:00 i zakończyła o 4 rano. Producentem sesji był Don DeVito.
Na tej sesji podjęto próbę nagrania sześciu utworów, ale tak naprawdę nagrano tylko trzy, wszystkie w większym czy też mniejszym stopniu autobiograficzne, poświęcone miłości i małżeństwu. Były to "Abandoned Love", "Isis" i "Sara". Zapewne obecność Sary Lownds, będącej w separacji z Dylanem i przed rozwodem, spowodowała, iż zwłaszcza nagranie "Sary" brzmi spontanicznie i świeżo. Reakcja Sary na te piosenki była tak pozytywna, że wszyscy myśleli, iż nastąpi trwałe połączenie małżonków, jednak po roku nastąpił rozwód.
W pewien sposób "Sara" jest wyjątkiem w katalogu Dylana: jest prosta, sentymentalna, odkrywająca duszę i autobiograficzna. Zamyka także - zapewne nieprzypadkowo - cały album. Jednak jeśli chodzi o problem - czyli Kobieta przeciw Bogu w dyskursie o zbawieniu - to przejawia się on właściwie przez całą twórczość artysty. Wyjątkowy jest opis Sary, gdyż Dylan zastosował tu cała serię odniesień do mitologii: "sweet virgin angel", "Scorpio Sphinx", "glamorous nymph with an arrow and bow" - powoduje to, że ta mistyczna bohaterka jest poza zasięgiem słuchaczy. Owa "nietykalność" jest jeszcze dodatkowo wzmocniona wersami typu "so easy to look at, so hard to define".
Piosenka ta rozpoczyna się i kończy na plaży. Dość impresjonistyczna scena ukazuje na początku plażę, na której dzieci bawią się w piasku. Następnie pojawiają się kolejne obrazy i słuchacz jest świadkiem zalotów, małżeństwa i wreszcie problemów emocjonalnych. Plaża na końcu utworu jest pusta poza wodorostami i wrakiem statku. 
Jednym z ciekawych autobiograficznych elementów jest wers "Stayin' up for days in the Chelsea Hotel/Writing 'Sad-Eyed Lady of the Lowlands' for you". "Sad-Eyed Lady of the Lownlands" została napisana przez Dylana na samym początku znajomości z Sarą.
Dylan wykonywał "Sarę" na koncertach podczas pierwszej tury Rolling Thunder Revue w 1975 r.

## Muzycy
Sesja 5
- Bob Dylan - gitara, wokal
- Emmylou Harris - wokal
- Scarlet Rivera - skrzypce
- Sheena Seidenberg - tamburyn, kongi
- Rob Rothstein - gitara basowa
- Howie Wyeth - perkusja

## Dyskografia
Albumy
- Desire (1976)
- The Bootleg Series Vol. 5: Bob Dylan Live 1975, The Rolling Thunder Revue (2002) - "Boston Music Hall" w Bostonie, w stanie Massachusetts, 21 listopada 1975 r. (koncert wieczorny)

## Wykonania piosenki przez innych artystów
- Rich Lerner & the Grove - Cover Down (2000)